# دعاوى قضائية إستراتيجية ضد المشاركة العامة
الدعاوى القضائية الإستراتيجية ضد المشاركة العامة (بالإنجليزية: Strategic lawsuit against public participation)‏، (تُعرف أيضًا باسم دعاوي تعسفية ضد الناشطين - SLAPP، أو دعاوى التخويف). أو التقاضي الإستراتيجي ضد المشاركة العامة، هي دعاوى قضائية تهدف إلى فرض الرقابة على النقاد، والناشطين، وترهيبهم، وإسكاتهم من خلال تحميلهم تكلفة الدفاع القانوني. حتى يتخلوا عن نقدهم أو معارضتهم.
في دعاوي التخويف النموذجية، لا يتوقع المدعي عادةً الفوز في الدعوى. حيث تتحقق أهداف المدعي، إذا استسلم المدعى عليه، للخوف، أو الترهيب، أو التكاليف القانونية المتصاعدة، أو الإرهاق البسيط، وترك الانتقاد.
في بعض الحالات، قد يؤدي التقاضي التافه المتكرر ضد المدعى عليه، إلى زيادة تكلفة تأمين المديرين والموظفين لهذا الطرف، مما يتعارض مع قدرة المنظمة على العمل.
قد يقوم SLAPP أيضًا بتخويف الآخرين من المشاركة في النقاش. غالبًا ما يسبق «القضايا التعسفية» تهديد قانوني. تسبب «القضايا التعسفية» مخاوف تتعلق بحرية التعبير، بسبب تأثيرها المخيف، وغالبًا ما يكون من الصعب اكتشافهم ومعاقبتهم، لأن المدعين يحاولون التعتيم على نيتهم في فرض الرقابة على منتقديهم، أو ترهيبهم، أو إسكاتهم.
لحماية حرية التعبير، أصدرت بعض السلطات القضائية قوانين مناهضة «للقضايا التعسفية» (تسمى غالبًا قوانين SLAPP الخلفية). غالبًا ما تعمل هذه القوانين من خلال السماح للمدعى عليه، بتقديم طلب للإضراب و/أو الرفض، على أساس أن القضية تتضمن خطابًا محميًا في مسألة تهم الجمهور. ثم يتحمل المدعي عبء إظهار احتمالية فوزه. إذا فشل المدعون في الوفاء بعبئهم، يتم رفض مطالبتهم، وقد يُطلب من المدعين دفع غرامة لرفع القضية.
تتعرض قوانين مكافحة (SLAPP) أحيانًا لانتقادات، من أولئك الذين يعتقدون أنه لا ينبغي أن تكون هناك حواجز أمام الحق في تقديم الالتماس لأولئك الذين يعتقدون بصدق أنهم تعرضوا للظلم، بغض النظر عن الدوافع الخفية.
ومن ثم، فإن الصعوبة في صياغة تشريعات SLAPP، وتطبيقها، تكمن في صياغة نهج يتيح الإنهاء المبكر للدعاوى التعسفية الباطلة، دون حرمان المحكمة من قضاء يوم شرعي في الدعاوى الصالحة بحسن النية. يُنظر إلى قوانين مكافحة (SLAPP) بشكل عام، على أنها ذات تأثير إيجابي، وقد كافح العديد من المحامين لسن قوانين أقوى للحماية من (SLAPPs).